# تساله
تساله (به عربی: تسالة) یک شهرداری در الجزایر است که در استان سیدی بلعباس واقع شده‌است.